# Rolls-Royce Trent 900
Rolls-Royce Trent 900 je serie britských dvouproudových motorů vyvinutých z typu RB211 a náležící do řady motorů Trent. Spolu s motorem Engine Alliance GP7000 jde o jednu z možností pohonné jednotky pro dopravní letoun Airbus A380.

## Vývoj
Na začátku devadesátých let začala společnost Airbus vyvíjet většího konkurenta k typu Boeing 747. Letoun byl značen jako A3XX a později byl formálně oznámen jako A380. Od roku 1996 jeho vývoj postupoval do té míry, že firma Rolls-Royce oznámila, že je schopna vyvinout motor Trent 900 k pohonu A380. V říjnu 2000 se Trent 900 stal pro A380 startovacím motorem poté, co společnost Singapore Airlines specifikovala objednávku na 10 letounů A380; V únoru 2001 ji následovala společnost Qantas.
Trent 900 uskutečnil svůj první let 17. května 2004 na testovacím stroji Airbus A340-300 a jeho závěrečná certifikace byla udělena agenturou EASA 29. října 2004 a FAA 4. prosince 2006.

## Specifikace

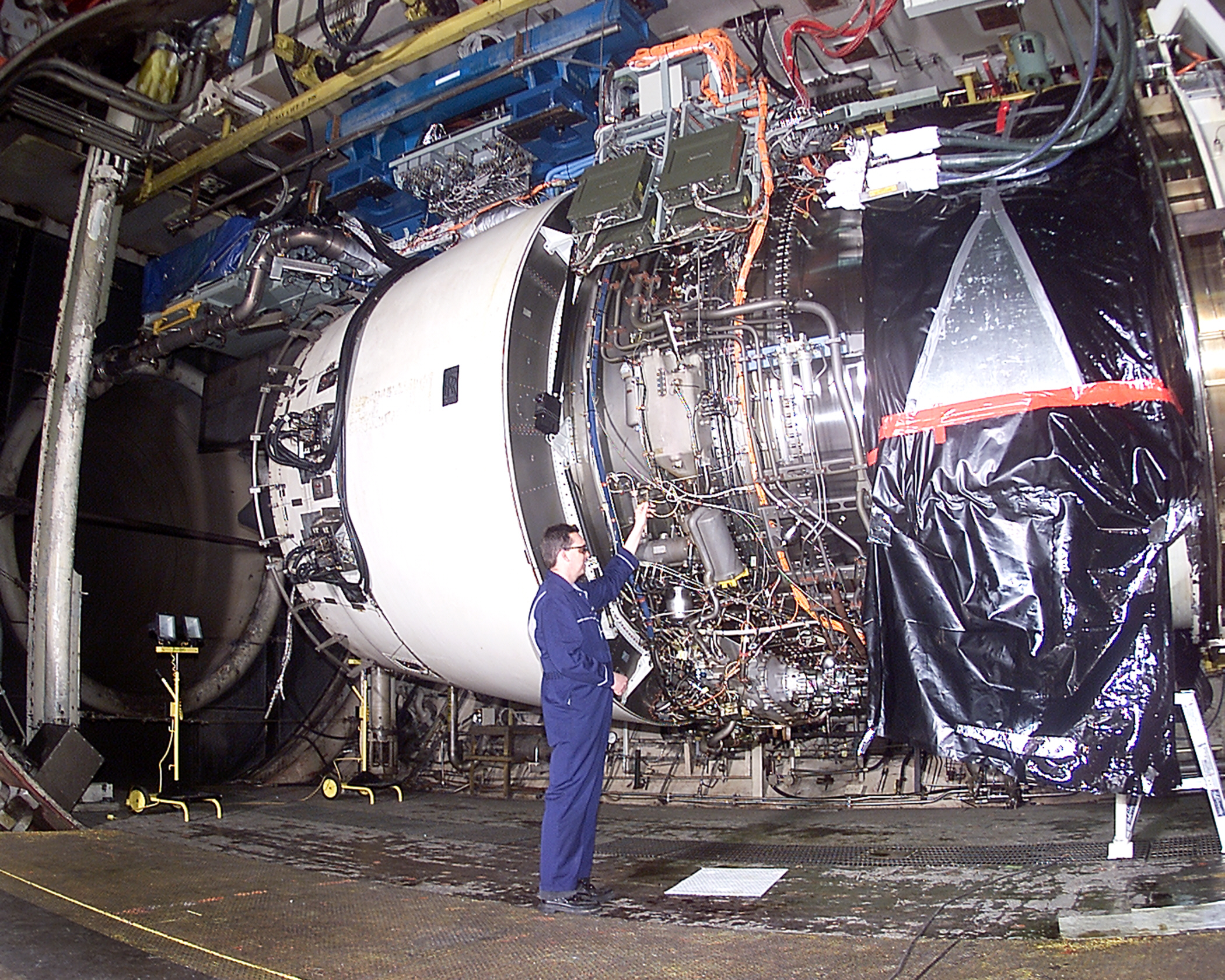
Trent 900 během testů v Arnold Engineering Development Complex

### Technické údaje
- Typ: tříhřídelový dvouproudový motor s vysokým obtokovým poměrem
- Délka: 5 478 mm
- Průměr: 2 950 mm
- Suchá hmotnost: 6 246 kg

### Součásti motoru
- Kompresor: jeden stupeň dmychadla, osmistupňový nízkotlaký kompresor a šestistupňový vysokotlaký kompresor
- Spalovací komora: prstencová
- Turbína: jednostupňová vysokotlaká turbína, jednostupňová mezitlaká turbína, pětiistupňová nízkotlaká turbína

### Výkony
- Maximální tah: 310–340 kN (70 000–77 000 lbf)
- Celkový kompresní poměr: 37–39
- Obtokový poměr:
- Průtok/hltnost vzduchu:
- Poměr tah/hmotnost: 5,46–6,11

### Podobné motory
- Engine Alliance GP7000
- Rolls-Royce RB211